# 日本はきもの博物館
日本はきもの博物館（にほんはきものはくぶつかん）は、かつて広島県福山市松永町にあった履物をテーマにした広島県の登録博物館である。JR西日本松永駅南口東方に位置し、同じ敷地内に日本郷土玩具博物館も併設されていた。財団法人遺芳文化財団が運営管理していたが、2013年（平成25年）に閉館となる。

## 概要
かつての松永湾には塩田が広がっており、各地から製塩の燃料として木材が送られていた。その木材を加工する産業としてはじまったのが、下駄の製造である。松永の下駄は日本一の占有率を有しているが、ライフスタイルの変化で産業としては衰退。1978年（昭和53年）に丸山茂助（後のマルヤマ商店）が下駄づくりを始めて100周年を記念して、開館したのが当博物館であった。館長は丸山茂樹、主任学芸員に潮田鉄雄がいた。
博物館の施設はマルヤマ商店の事務所や下駄工場などの設備を活用したもので、かつては博物館内の貯木場跡まで松永湾からの水路があったが、都市計画によって埋め立てられて消滅。また日本で唯一の履物専門の博物館であり、日本だけでなく古代エジプトのサンダルから宇宙服の靴、著名なアスリートが競技で使用した靴など、古今東西の様々な履物が収蔵されていた。収蔵品である約13000点の「はきものコレクション」のうち2266点が国の重要有形民俗文化財に指定されているほか、敷地内にはかつての下駄工場の様子が再現された作業小屋や、岡本太郎による足あと広場があった。
入館者減などに伴う収益悪化と建物の耐震性を理由に併設する日本郷土玩具博物館とともに2013年（平成25年）11月24日をもって閉館。耐震基準に満たない展示館の解体を行った。2015年（平成27年）3月末に福山市は運営していた財団法人の清算法人から博物館を寄付してもらい、日本郷土玩具博物館とともに施設や収蔵品を福山市が引き継いで、収蔵品の選択と整理を行い、同年7月4日には後継施設となる福山市松永はきもの資料館（あしあとスクエア）を当地に開業させた。

### 所在地
- 広島県福山市松永町四丁目16番27号

- 北緯34度27分1秒 東経133度15分39秒 / 北緯34.45028度 東経133.26083度
- 日本はきもの博物館 - 地理院地図
- 日本はきもの博物館 - Google マップ

## 当時の開館日、見学料
- 開館時間 : 午前9時 〜 午後5時
- 休館日 : 12月28日 〜 1月1日
- 入館料金（二館共通、個人料金） 
  - 一般 1,000円
  - 大学・専門学校生 800円
  - 中学・高校生 600円
  - 幼児・小学生 400円

## 交通
- JR西日本松永駅下車、徒歩5分
- 山陽自動車道福山西インターチェンジより、車で約10分